# Berceuse (Debussy)
Pour les articles homonymes, voir Berceuse (homonymie).
Berceuse, ou Berceuse sur une vieille chanson poitevine, est une mélodie pour voix seule de Claude Debussy composée en 1899 comme musique de scène pour La Tragédie de la mort de René Peter.

## Présentation
Berceuse, conçue pour une voix sans accompagnement, est composée en avril 1899 pour une pièce en un acte de René Peter, La Tragédie de la mort. La pièce de Peter est écrite en 1898 et publiée par le Mercure de France en août 1899, avec une préface de Pierre Louÿs. Mais la pièce, bien que reçue par le directeur de théâtre André Antoine, n'est pas représentée,.
Le manuscrit autographe, de deux pages, conservé à la Bibliothèque du Congrès de Washington, indique « Berceuse... sur une vieille chanson poitevine ».
L'incipit de l'œuvre est : « Il était une fois une fée qui avait un beau sceptre ».
La mélodie de Debussy devait « être chantée à deux reprises au début de la pièce, ainsi qu'au milieu, dans le dialogue de la Mère avec la Nuit. Mais celle-ci ne fut jamais représentée ».
La durée moyenne d'exécution de la pièce est de trois minutes environ.
Dans le catalogue des œuvres du compositeur établi par le musicologue François Lesure, Berceuse porte le numéro L 100 (93).

## Discographie
- Debussy : mélodies de jeunesse, Donna Brown (soprano), ATMA Classique, 2001.
- Claude Debussy : intégrale des mélodies, 4 CD, Liliana Faraon et Magali Léger (sopranos), Marie-Ange Todorovitch (mezzo-soprano), Gilles Ragon (ténor), François Le Roux (baryton), Jean-Louis Haguenauer (piano), Ligia Digital, 2014[5],[6].
- Claude Debussy : The complete works, CD 22, François Le Roux (baryton), Warner Classics, 2018[7].